# Кельбас, Глеб Демьянович
Глеб Демьянович Кельбас (1909—1968) — Гвардии полковник Советской Армии, участник Великой Отечественной войны, Герой Советского Союза (1945).

## Биография
Глеб Кельбас родился 31 декабря 1909 года в селе Стена (ныне — Томашпольский район Винницкой области Украины). Окончил восемь классов школы. В 1931 году Кельбас был призван на службу в Рабоче-крестьянскую Красную Армию. В 1937 году он окончил Одесское пехотное училище. С июня 1941 года — на фронтах Великой Отечественной войны. К апрелю 1945 года подполковник Глеб Кельбас командовал 696-м стрелковым полком (383-й стрелковой дивизии, 16-го стрелкового корпуса, 33-й армии, 1-го Белорусского фронта). Отличился во время Берлинской операции.
16 апреля 1945 года полк Кельбаса успешно осуществил прорыв мощной немецкой обороны к югу от Франкфурта-на-Одере и развил наступление на Берлин. 23 апреля полк переправился через канал Одер-Шпрее, а 24 апреля — через реку Шпрее к северу от города Бесков. В бою Кельбас получил ранение, но продолжал руководить действиями своего полка.
Указом Президиума Верховного Совета СССР от 31 мая 1945 года за «умелое командование полком и проявленные при этом мужество и героизм» подполковник Глеб Кельбас был удостоен высокого звания Героя Советского Союза с вручением ордена Ленина и медали «Золотая Звезда» за номером 8622.
В 1946 году в звании полковника Кельбас был уволен в запас. Проживал и работал в Киеве. Умер 8 июля 1968 года, похоронен на Байковом кладбище Киева.
Был также награждён двумя орденами Красного Знамени, орденами Суворова 3-й степени, Александра Невского, Отечественной войны 1-й и 2-й степеней, рядом медалей.